# 东海林周太郎
东海林周太郎（日语：／ Shōji Shūtarō，1933年11月12日—2017年7月15日），山形县出身，日本前男子篮球运动员。他曾代表日本参加1956年夏季奥运会和1960年夏季奥运会男子篮球比赛。